# Fra Angelico
Blahoslavený Fra Angelico (v Itálii znám jako Il Beato Angelico), vlastním jménem Guido di Pietro, řeholním jménem Jan z Fiesole (? 1395, Vicchio di Mugello – 18. února 1455, Řím) byl italský mnich a malíř rané renesance.

## Život
Fra Angelico se narodil jako Guido di Pietro ve Vicchiu poblíž Fiesole, v toskánské provincii Mugello někdy koncem 14. století. Přesné datum není známo. O jeho rodičích rovněž nic nevíme, má se za to, že nepocházel z chudých poměrů. Ještě jako chlapec požádal o vstup do kláštera San Domenico ve Florencii známého svými přísnými řeholními pravidly. Noviciát ukončil v roce 1408, stal se řádným dominikánským mnichem a přijal řeholní jméno Giovanni (Jan).
Fra Angelico začínal spolu se svým starším bratrem Benedettem jako iluminátor rukopisů. V chrámu sv. Marka ve Florencii jsou dochovány rukopisy zdobené jeho rukou. O jeho malířské vzdělání se v té době staral malíř sienské školy Lorenzo Monaco. V jeho raných dílech je Monacův vliv zřetelně patrný. Zanedlouho se Giovanni stal známým a vyhledávaným malířem oltářních obrazů. Podle středověkého životopisce Vasariho byl Angelicovým prvním dílem oltářní obraz pro kartuziánský klášter ve Florencii, který se nedochoval.
V letech 1408 až 1418 pracoval Angelico na freskách v dominikánském klášteře v Cortoně v Toskánsku, které se nedochovaly. Poté až do roku 1436 žil v klášteře ve Fiesole, kde rovněž vytvořil řadu fresek a oltářní obraz zobrazující Kristovu slávu. Kristus je obklopen více než 250 postavami mezi nimiž zobrazil všechny významné dominikány.
V roce 1436 byl ve Florencii vybudován nový klášter San Marco a Fra Angelico se se skupinou mnichů z Fiesoly stal jeho prvním obyvatelem. To znamenalo zásadní zvrat v jeho životě i tvorbě. Dostal se tak do centra renesančních uměleckých aktivit a kromě toho získal významného ochránce v osobě Cosimo de´ Medici, jednoho z nejbohatších a nejvlivnějších členů městské Signorie. Na jeho podnět byl Fra Angelico pověřen výzdobou kláštera a obdržel zakázku na oltářní obraz pro chrám sv. Marka. Obraz dokončil v roce 1439 a dnes patří mezi nejčastěji reprodukovaná umělcova díla. Obraz Madony s dítětem obklopené anděli a světci měl na svou dobu neobyčejnou kompozici. Postavy zde netvoří pouhou stafáž, ale jsou zobrazeny v přirozených skupinkách, jakoby spolu hovořily o mimořádné události, které se staly svědky. Pro tento styl se ujal název „svatá konverzace“ a byl později často použit v dílech umělců jako byli Giovanni Bellini, Pietro Perugino nebo Raffael Santi.
V roce 1445 jej papež Evžen IV. povolal do Říma, aby vyzdobil kapli Nejsvětější Svátosti v chrámu sv. Petra. Kaple však byla později odstraněna papežem Pavlem III. Podle pozdějších pramenů bylo umělci papežem nabídnuto arcibiskupství ve Florencii, ale on ze skromnosti odmítl a sám nabídl za sebe náhradu. Na žádost papeže odešel se svým žákem Benozzo Gozzolim do Orvieta, kde pracoval na výzdobě katedrály. Tuto práci nedokončil, neboť byl opět povolán do Říma, aby vytvořil fresky pro soukromou kapli papeže Mikuláše V. zobrazující umučení sv. Štefana a sv. Vavřince. Fresky v kapli Madonna di San Brizio v Orvietu dokončil později Luca Signorelli.
V roce 1449 se vrátil do starého kláštera ve Fiesole, kde se stal převorem. V roce 1455 navštívil Řím, aby dokončil výzdobu kaple papeže Mikuláše V. a při této práci zemřel. Byl pohřben v chrámu Santa Maria sopra Minerva.
Ačkoliv ve všeobecném povědomí byl již dávno zapsán jako Blahoslavený Angelico, formální blahoslavení učinil až papež sv. Jan Pavel II. v roce 1982. V Římské martyrologii je zapsán jako „Beatus Ioannes Faesulanus, cognomento Angelicus“ (Blahoslavený Jan z Fiesoly zvaný Andělský). Svátek se slaví v den jeho úmrtí 18. února.

## Dílo

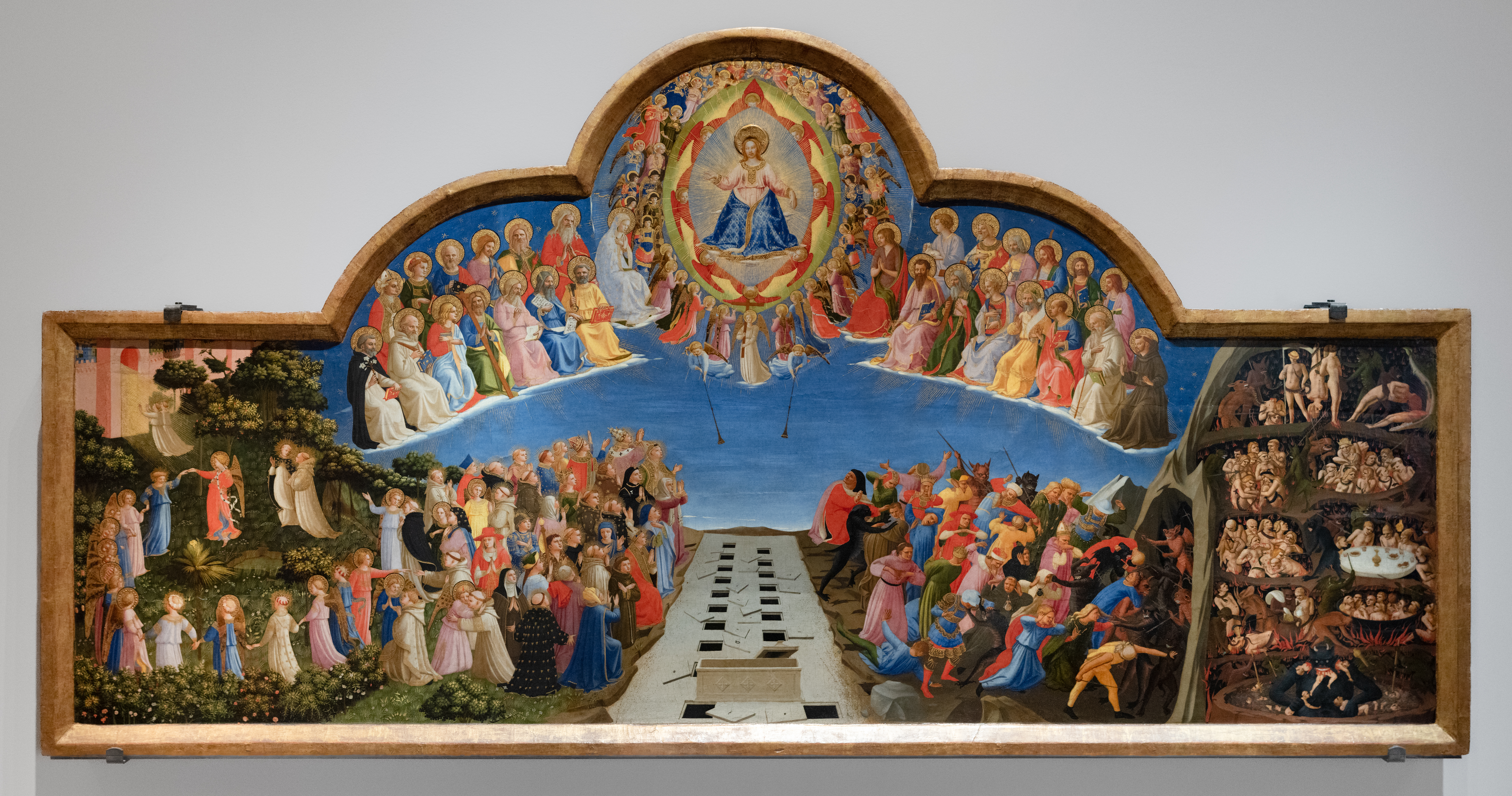
Poslední soud, Florencie

Fra Angelico namaloval řadu oltářních obrazů a fresek, které se vyznačují prostými liniemi a živou barevností. Častým námětem v jeho tvorbě bylo Zvěstování. Pomineme-li, že fresky, které pokud nebyly zničeny pozdějšími přestavbami, se nacházejí na původních místech, je dnes umělcovo dílo rozptýleno po galeriích celého světa. 
- Konvent sv. Marka ve Florencii (dnes museum) obsahuje na třicet fresek z nichž snad nejpozoruhodnější je „Ukřižování“.
- Galerie Uffizi (Florencie): Korunovace Panny, Madona s dítětem a světci, Křest sv. Jana Křtitele, Kázání sv. Petra, Umučení sv. Marka, Klanění Tří králů
- Akademie (Florencie): Poslední soud, Ráj, Snímání z kříže, Uložení do hrobu, Sv. Kosmas a sv. Damián, Scény ze života Ježíše Krista
- Fiesole: Madona a světci, Ukřižování
- Vatikánská galerie (Řím): Sv. Mikuláš z Bari, Madona a andělé.
- Corsini Palace, Řím: Nanebevstoupení, Poslední soud, Duch Svatý
- Londýn: Vzkříšení Krista, Klanění tří králů
- Cortona – klášter sv. Dominika,: Madona s dítětem a čtyřmi evangelisty, Madona s dítětem a světci, Zvěstování, Život sv. Dominika
- Galerie v Turíně: Dva andělé v oblacích
- Louvre, Paříž: Korunovace Panny, Ukřižování, Umučení sv. Kosmy a sv. Damiána
- Museum Berlín: Poslední soud
- Národní galerie Dublin: Umučení sv. Kosmy a sv. Damiána
- Prado, Madrid: Zvěstování
- Mnichov: Scény ze života sv. Kosmy a sv. Damiána
- St. Peterburg: Madona a světci
- Boston (Soukromá galerie): Nanebevstoupení, Spánek Panny

Další jednotlivá díla se nacházejí ve Florencii, Parmě, Pise a v Římě.

## Galerie

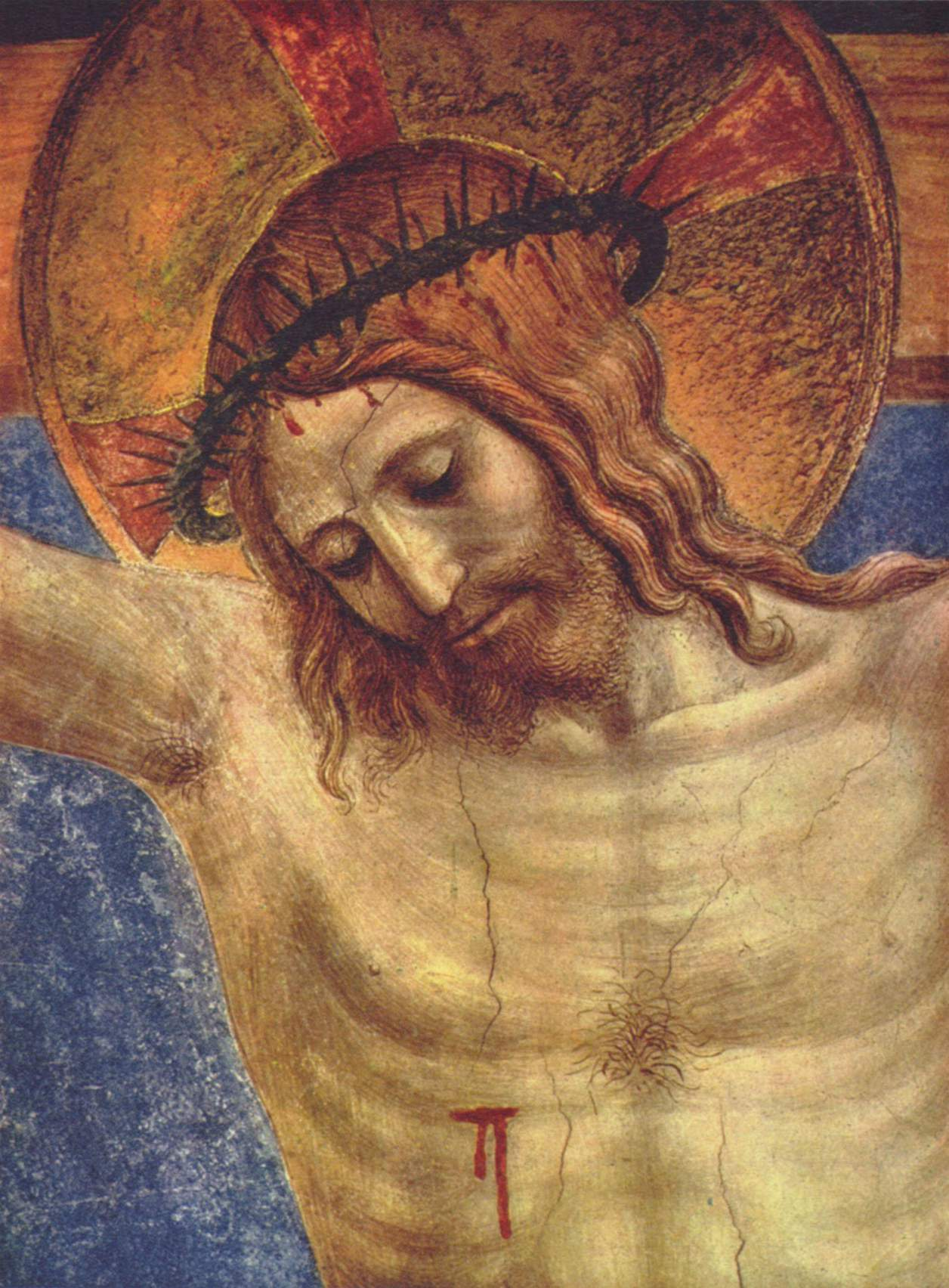
Ukřižování
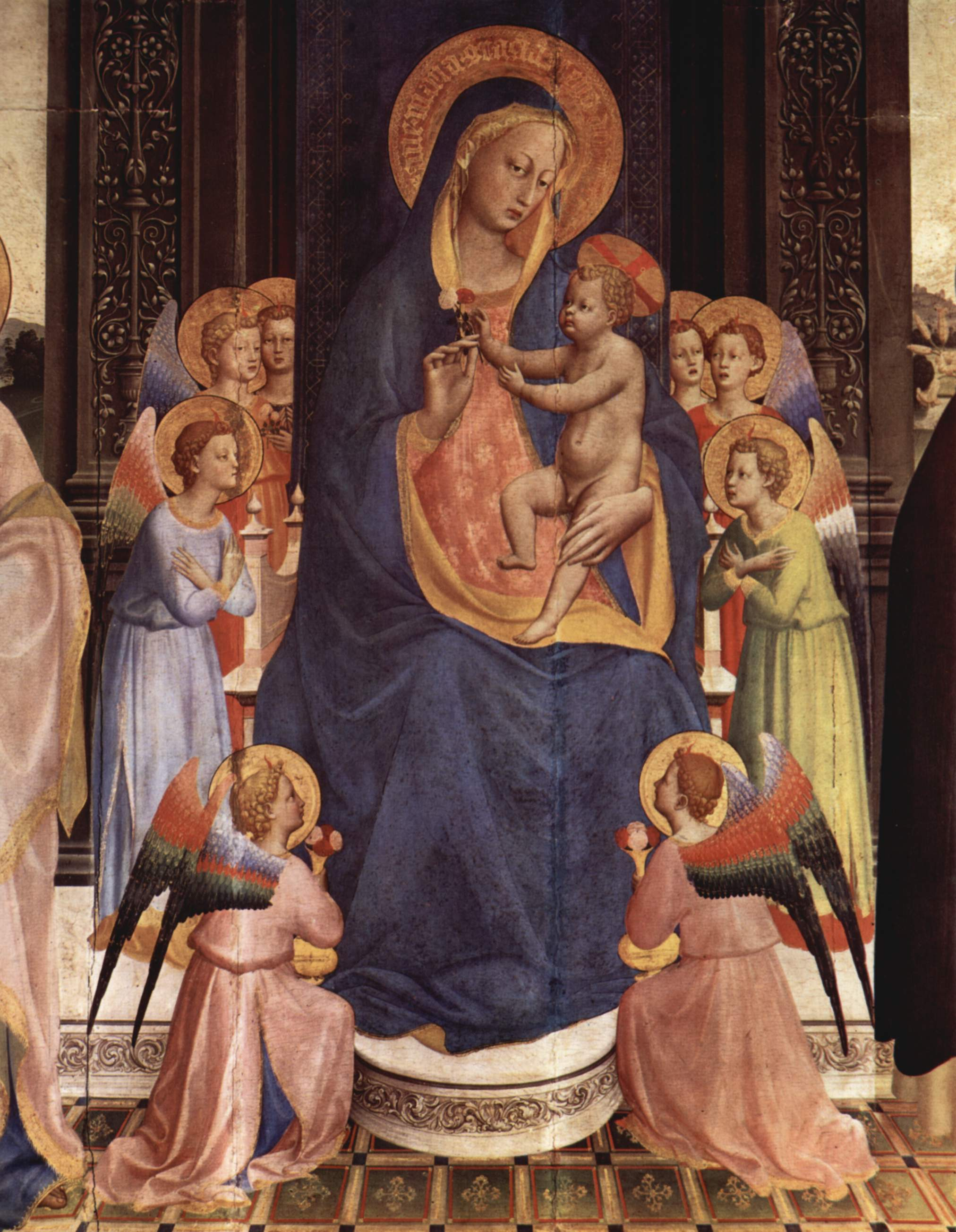
Madona a světci, Fiesole